# Duane Isely
Duane Isely, född den 24 oktober 1918 i Bentonville, Arkansas, död den 7 december 2000, var en amerikansk botaniker som studerade tropisk flora i Amerika, främst i Brasilien och Kuba.
Auktorsnamnet Isely kan användas för Duane Isely i samband med ett vetenskapligt namn inom botaniken; se Wikipediaartiklar som länkar till auktorsnamnet.